# 외반모지
외반모지(外反母趾, bunion, hallux valgus) 또는 무지외반증(拇趾外反症)는 엄지발가락이 둘째발가락쪽으로 기울어져, 관절이 안쪽으로 구부러진 현상을 말한다. 외반모지가 생기는 원인으로는 2가지가 있다고 알려져 있으며 그 원인은 유전과 힐등과 구두등의 발을 압박하는 신발을 많이 신었을 때 생길 수 있다.

## 치료
무지외반증 환자의 치료 여부는 환자의 불편함 정도와 의학적 소견을 종합하여 결정하는 것이지만 가장 중요한 것은 환자가 주관적으로 느끼는 불편함의 정도이며 아무리 변형이 심하다고 해도 수술 여부를 결정하는 것이 아니라는 점을 명심해야 한다. 특히 외관상의 개선이나 예쁜 구두를 신고 싶어서 수술 받기를 원하는 경우도 있는데 이러한 경우에는 수술 부위에 흉터가 남으며 수술 후에도 하이힐 등의 불편한 신발은 신기 어려운 경우가 적지 않다는 점을 고려해야 한다.
1) 보존적인 치료
보존적인 치료는 돌출 부위를 자극하지 않는 가장 편한 신발을 신는 것이다. 일반적으로 발가락 쪽이 넓고 굽이 낮은 신발이 추천되며 운동화를 신는 것이 가장 좋다. 엄지 발가락의 돌출 부위 및 두 번째 세 번째 발가락 아래가 자극되지 않도록 신발 안에 교정 안창을 넣기도 한다.
2) 수술적 치료
매우 다양한 수술법이 있고 각각의 장단점이 있다. 환자의 나이, 변형의 심한 정도, 환자가 가장 불편하게 생각하는 부분 등을 고려하여 수술 방법을 결정한다. 수술법은 일반적으로는 돌출 부위의 뼈를 깎아내고 내외측으로 치우친 뼈를 잘라서 각을 교정하며 짧아진 근육 및 연부 조직을 늘려주는 것이다.

## 경과/합병증
무지외반증이 진행성 질환인가에 대한 논란이 있으며 자연력(경과)에 대해서는 많이 알려진 바가 없다. 대개 제1중족 발가락 관절의 형태를 3가지로 나누어 전위, 상합성, 아탈구(약하게 탈구됨)의 세 가지 형태로 구분할 수 있다. 상합성인 경우는 변형이 발생하거나 진행하지 않으며, 전위 또는 아탈구된 경우에 변형이 증가하며, 특히 아탈구된 경우에는 변형이 뚜렷하게 발생한다. 합병증으로는 엄지발가락이 옆으로 휘어 관절에 비정상적인 힘이 가해져 퇴행성 관절염이 발생할 수 있으며 엄지발가락이 지지해야 할 발바닥 압력이 2, 3번째 발가락으로 옮겨지면서 발바닥쪽에 굳은 살이 생길 수 있으며 발가락 뼈 사이의 신경이 붓고 통증이 발생하는 지간신경종이 합병될 수도 있다.

## 예방방법
발가락 부위가 넓고 굽이 낮은 신발을 착용하는 것이 좋으며, 평발 환자의 경우 발바닥 안쪽을 지지해주는 안창 사용이 도움이 된다. 발가락 사이에 공간을 확보해주며 제1중족 발가락 관절 안쪽 돌출 부위(건막류)를 보호해주는 발가락 보조기를 착용하는 것도 도움이 된다.

## 식이요법/생활가이드
증상이 없고 변형정도가 작은 대부분의 무지외반증은 수술이 필요없다. 변형을 악화시키는 신발을 피하고 편한 신발을 착용하는 것이 가장 중요하다.